# Gustaf Bång
Gustaf Bång, född 1792, död 1869, var en svensk företagare.
Gustaf Bång var sjöman och därefter vaktmästare vid sjötullen. Han grundade 1820 ett tröjväveri i Stockholm, vilket 1830 utvidgades med ett bomullsfabrik. Han drev entreprenadverksamhet för Stockholms stad. År 1851 fick han kontrakt på att sköta hela stadens gaturenhållning.
Han var också byggmästare och uppförde bland andra Bångska huset på Fiskargränden på Södermalm i Stockholm (numera Fiskargatan) 1837 och Gamla Navigationsskolan vid samma gata i hörnet mot Mosebacke torg 1842–44. Bångska huset överlät han till Kungl. Telegrafinrättningen för att bli huvudstation för linjerna till och från Stockholm inom den optiska telegrafen.
Kungl. Maj:t meddelade i oktober 1838 att Gustaf Bång, som då kallade sig fabrikör, fick rätt att använda sig av titel som "direktör".
Han var i första äktenskapet gift med Anna Persdotter Lindström (död 1853), med vilken han hade nio barn, och i det andra äktenskapet med Johanna Fredrika Toran.